# Propietat de Màrkov
La propietat de Màrkov defineix que una cadena de Màrkov es pot caracteritzar per la probabilitat d'anar a l'estat n+1 condicionada al fet que abans siguem a l'estat nn:
{\displaystyle P(X_{n}+1|X_{n})\,}
Que és la probabilitat de transició del procés. La propietat de les cadenes de Màrkov és que les transicions entre els estats, només pot produir-se entre estats veïns. Només es pot arribar a l'estat i des de l'estat i-1 o bé de i+1.
Aquest tipus d'estadístiques se sol trobar en la distribució exponencial, la funció de densitat de probabilitat de la qual s'expressa així:
{\displaystyle f_{\tau }(t)=\lambda e^{-\lambda t}\quad t>0}
Comprovem que un procés definit per aquesta fdp no té memòria. La probabilitat que hi haja una transició entre 0 i un temps t qualsevol és:
{\displaystyle P(0<\tau <t)=P(\tau <t)=\int _{0}^{t}\lambda e^{-\lambda \tau }\,d\tau }
Si integrem, obtenim:
{\displaystyle P(\tau \ <t)=e^{-\lambda \cdot 0}-e^{-\lambda t}=1-e^{-\lambda t}}
Ara anem a calcular la probabilitat per al mateix interval t, però amb un instant d'inici diferent t0. Calculem la probabilitat de tindre una transició en l'interval t (de t0 fins a t0+t) condicionat al fet que abans de t0 no hi ha hagut cap transició:
{\displaystyle P(t_{0}<\tau <t_{0}+t|\tau >t_{0})={\frac {p(t_{0}<\tau <t_{0}+t)}{p(\tau >t_{0})}}}
Substituint per les fdp i substituint:
{\displaystyle P(t_{0}<\tau <t_{0}+t|\tau >t_{0})={\frac {\int _{t_{0}}^{t_{0}+t}\lambda e^{-\lambda \tau }\,d\tau }{\int _{t_{0}}^{\infty }\lambda e^{-\lambda \tau }\,d\tau }}={\frac {e^{-\lambda t_{0}}-e^{-\lambda (t_{0}+t)}}{e^{-\lambda t_{0}}-e^{-\lambda \cdot \infty }}}={\frac {e^{-\lambda t_{0}}(1-e^{-\lambda t})}{e^{-\lambda t_{0}}-0}}=1-e^{-\lambda t}}
Amb la qual cosa queda demostrat que la probabilitat de tindre una transició en un estat no depèn del temps anterior.